# Cellulite (bande dessinée)
Pour les articles homonymes, voir Cellulite.
Cellulite est une série de bande dessinée humoristique  de Claire Bretécher publiée dans Pilote entre 1969 et 1977. C'est l'une des premières séries publiées dans Pilote dont le héros était une femme, qui plus est une anti-héroïne.
Cellulite est une jeune princesse peu amène et lasse d'attendre le Prince charmant, mais néanmoins « indépendante et libérée ». Ses aventures se situent dans un Moyen Âge de parodie. Le roi son père est un nabot érotomane et coléreux, toujours dérangé alors qu'il est au lit avec sa maîtresse.
Dans cette première série publiée hors de la presse jeunesse franco-belge classique, Bretécher signe ses véritables débuts d'auteur tout en étant encore sous l'influence graphique de Brant Parker et Johnny Hart.
Cellulite a été traduit en italien (Cellulite), néerlandais (Sonetteke), danois (Sylfia), espagnol (Celulitis), allemand (Zellulitis), suédois (Cellulisa) et finnois (Selluliit).

## Historique de publication
Bretécher avait proposé à Spirou en 1967 une série moyenâgeuse humoristique, Robin les foies, qui n'avait pas été publiée. Pour Cellulite, elle reprend cet univers en travaillant le personnage durant environ six mois avant d'en être assez satisfaite pour le proposer à Pilote en 1969, alors qu'elle sentait que la série qu'elle réalisait seule dans Spirou, Les Gnangnan, n'avait plus le soutien de la direction. Acceptée immédiatement par Goscinny, la série est publiée à partir de juin 1969 et connaît régulièrement à partir de fin 1970 les honneurs de la couverture. Elle fait l'objet de deux albums cartonnés en 1972 et 1974. Bretécher, qui l'appréciait énormément, réalisa entre 1975 et 1977 quatre récits courts une fois Pilote devenu mensuel alors même qu'elle avait par ailleurs cessé de publier dans la presse spécialisée en bande dessinée fin 1974 pour se consacrer au Nouvel Observateur.

## Publications

### DansPilote
| Titre                         | Périodique               | Dates                             | Nombre de planches | Album                                                          |
| ----------------------------- | ------------------------ | --------------------------------- | ------------------ | -------------------------------------------------------------- |
| « Salade pour Cellulite »     | Pilote no 502            | 19 juin 1969                      | +5,                |                                                                |
| « S.O.S. Cellulite »          | Pilote no 514            | 11 septembre 1969                 | +6, (+ couv.)      |                                                                |
| « Cellulite et points noirs » | Pilote no 529            | 25 décembre 1969                  | +6,                | Les États d'âmes de Cellulite                                  |
| Symphonie en flûte majeure    | Pilote no 540-1          | 12 mars 1970-19 mars 1970         | +12, (2×6)         | Les États d'âmes de Cellulite                                  |
| Sans titre                    | Super Pocket Pilote no 8 | 25 juin 1970                      | +8,                |                                                                |
| Sans titre                    | Super Pocket Pilote no 9 | 29 octobre 1970                   | +8,                |                                                                |
| Les Bonnes Œuvres             | Pilote no 575 à 589      | 12 novembre 1970-18 février 1971  | +30, (+ couv. 575) | Les États d'âmes de Cellulite                                  |
| « Peau de bique »             | Pilote no 592            | 11 mars 1971                      | +6, (+ couv.)      |                                                                |
| Croisé en solde               | Pilote no 614 à 617      | 12 août 1971-2 septembre 1971     | +16, (+ couv. 614) | Les États d'âmes de Cellulite                                  |
| Les Vapeurs de Camomille      | Pilote no 628 à 633      | 18 novembre 1971-23 décembre 1971 | +14, (+ couv. 628) | Les États d'âmes de Cellulite (moins les deux premières pages) |
| L'Artisan du bonheur          | Pilote no 674 à 688      | 5 octobre 1972-11 janvier 1973    | +32, (+ couv. 674) | Les Angoisses de Cellulite                                     |
| « L'Élu »                     | Pilote no 693            | 15 février 1973                   | +8,                | Les Angoisses de Cellulite                                     |
| Bloustorie                    | Pilote no 732-3          | 15 novembre 1973-22 novembre 1973 | +12,               | Les Angoisses de Cellulite                                     |
| Les Bâtisseurs de cathédrale  | Pilote mensuel no 15     | 5 août 1975                       | +8,                |                                                                |
| Les Bâtisseurs de cathédrale  | Pilote mensuel no 25     | 1er juin 1976                     | +8, (+ couv.)      |                                                                |
| Les Bâtisseurs de cathédrale  | Pilote mensuel no 29     | 5 octobre 1976                    | +6,                |                                                                |
| Les Bâtisseurs de cathédrale  | Pilote mensuel no 37     | 24 mai 1977                       | +8, (+ couv.)      |                                                                |

### Albums
Série normale
- Cellulite, Dargaud :

1. Les États d'âme de Cellulite, 1972. (OCLC 424422519)
2. Les Angoisses de Cellulite, 1974.  (ISBN 2205007548)

Éditions poche
- Cellulite, Dargaud, coll. « 16/22 » :

1. Les États d'âme de Cellulite (1re partie), 1977.  (ISBN 2205011030)
2. Les États d'âme de Cellulite (2e partie), 1977.  (ISBN 2205011170)
3. Les Angoisses de Cellulite (1re partie), 1977.  (ISBN 2205024213)

- Les États d'âme de Cellulite, Dargaud, coll. « Pocket B.D. », 1991.  (ISBN 226603717X) Format poche (18 cm).

Autres rééditions
- Bretécher, Dargaud, 1980.  (ISBN 2205016237) Recueil associant les deux albums de Cellulite aux Salades de saison.
- Angoisses et États d’âme de Cellulite, Dargaud, coll. « Télérama BD » n°2, 2010.  (ISBN 9782505009702)
- Les Années “Pilote”, Dargaud, 2015.  (ISBN 9782505065197) Recueil associant les deux albums de Cellulite aux Salades de saison.

### Traductions

#### Périodiques
- (it) 9 publication dans Linus, 1975-1978[5].

#### Albums
- (nl) De zieleroerselen van Sonetteke, 1 vol., Dargaud Benelux et Oberon, coll. « Strip strip » no 1, 1979.  (ISBN 9032009214)
- (da) Sylfias sjælekvaler (trad. Per Vadman), Interpresse, 1980.  (ISBN 8775295695) Intégrale.
  - Mixet salat, Interpresse, coll. « Bretecher for voksne » no 3, 1983.  (ISBN 8745601488) Cet album associe histoires tirées des États d'âme de Cellulite et de Salades de saison.
  - Sylfia og drømmen om den hvide prins, Interpresse, coll. « Bretecher for voksne » no 4.  (ISBN 8745602565) Cet album associe histoires tirées des États d'âme de Cellulite et des Angoisses de Cellulite.
- (es) Los “rollos” de Celulitis (trad. Victor Mora), 2 vol., Grijaldo Dargaud, coll. « 16/22 », 1980.  (ISBN 8475100155 et 8475100171)
- (de) Zellulitis (trad. Eva Kornbichler), Edition Comic Art, 1984.  (ISBN 3551026106) Intégrale.
- (sv) Prinsessan Cellulisa (trad. Anna Pi Tillman), RSR Epix, coll. « Studio Epix », 1988.  (ISBN 9186300717)
- (fi) Selluliitin sieluntilat (Les États d'âmes de Cellulite, trad. Soile Kaukoranta), Jalava, 1994.  (ISBN 9518870403)

### Documentation
- Claire Bretécher, Numa Sadoul (int.) et Jacques Glénat (int.), « À bâtons rompus avec Claire Bretécher (et Gotlib) », Les Cahiers de la bande dessinée, no 24,‎ 1974, p. 6-14.
- Patrick Gaumer, « Cellulite », dans Dictionnaire mondial de la BD, Paris, Larousse, 2010, 954 p. (ISBN 9782035843319), p. 159-160.
- François Rivière, « Bécassine au drugstore », Les Cahiers de la bande dessinée, no 24,‎ 1974, p. 20-22.
- Paul Gravett (dir.), « De 1950 à 1969 : Cellulite », dans Les 1001 BD qu'il faut avoir lues dans sa vie, Flammarion, 2012 (ISBN 2081277735), p. 305.